# Электрический ракетный двигатель термический

Первая в мире действующая модель электрического термического ракетного двигателя созданная под руководством В. П. Глушко в 1929 году.

Электрический ракетный двигатель термический — тип электрического ракетного двигателя, характеризуется тем, что вначале электрическая энергия используется для нагрева рабочего тела (газа). Затем термическая энергия струи преобразуется в кинетическую энергию струи в со́пле. Обычно это сопло Лаваля, позволяющее ускорить газ до сверхзвуковых скоростей. Первая в мире действующая модель данного двигателя была получена в 1929 году газодинамической лабораторией Ленинградского Физико-технического института под руководством Глушко В. П.

## Краткие технические характеристики
Двигатели делятся по типу нагрева газа. Самый простой — электронагревный. В нём газ нагревается за счёт теплообмена с нагревательным элементом. Нагревательный элемент делается из электропроводящего материала, выдерживающего высокие термические нагрузки (графит, сплавы вольфрама, молибдена, рения). В электродуговом электрическом двигателе газ нагревается в электрической дуге постоянного или переменного тока.
Так как газ не может быть нагрет выше температуры нагревателя, наибольшую скорость истечения можно получить при той же температуре с газом малой молекулярной массы (водород, гелий). На практике использование водорода затруднено из-за сложности его хранения. Иногда используется аммиак или гидразин, которые хранятся в жидком виде. Также возможно использование азота и других химически инертных газов.
Максимальная скорость истечения в таких двигателях зависит от средней молекулярной массы истекающих газов, температуры и показателя адиабаты:
{\displaystyle w={\sqrt {{\frac {2k}{k-1}}{\frac {\ R_{u}T}{M}}}}}
где
{\displaystyle w} — скорость истечения,
{\displaystyle k} — показатель адиабаты,
{\displaystyle R_{u}} — универсальная газовая постоянная,
{\displaystyle T} — температура,
{\displaystyle M} — молекулярная масса.
Отсюда видно, что для достижения максимальной скорости нужно использовать газ с минимальной молекулярной массой (например, водород) и нагревать газ до высокой температуры. В электрической дуге газ можно нагреть до 15 000 К.